# Blue Lake (Australia)
El Lago Azul es uno de los cuatro únicos lagos de circo que se encuentran en Australia continental. Los otros tres, Cootapatamba, Albina y Club, son menos profundos y están íntegramente cubiertos por morrenas terminales. El valle del Lago Azul contiene las formaciones glaciares más desarrolladas de la zona alpina del Parque Nacional Kosciuszko de Nueva Gales del Sur . 
Fue reconocido como humedal de importancia internacional el 17 de marzo de 1996, cuando una zona de 320 hectáreas, que comprende el lago y sus alrededores, incluido el cercano Hedley Tarn, fue designada Sitio Ramsar 800 en virtud de la Convención de Ramsar sobre los Humedales.
El lago se encuentra dentro de los Parques Nacionales y Reservas de los Alpes Australianos .

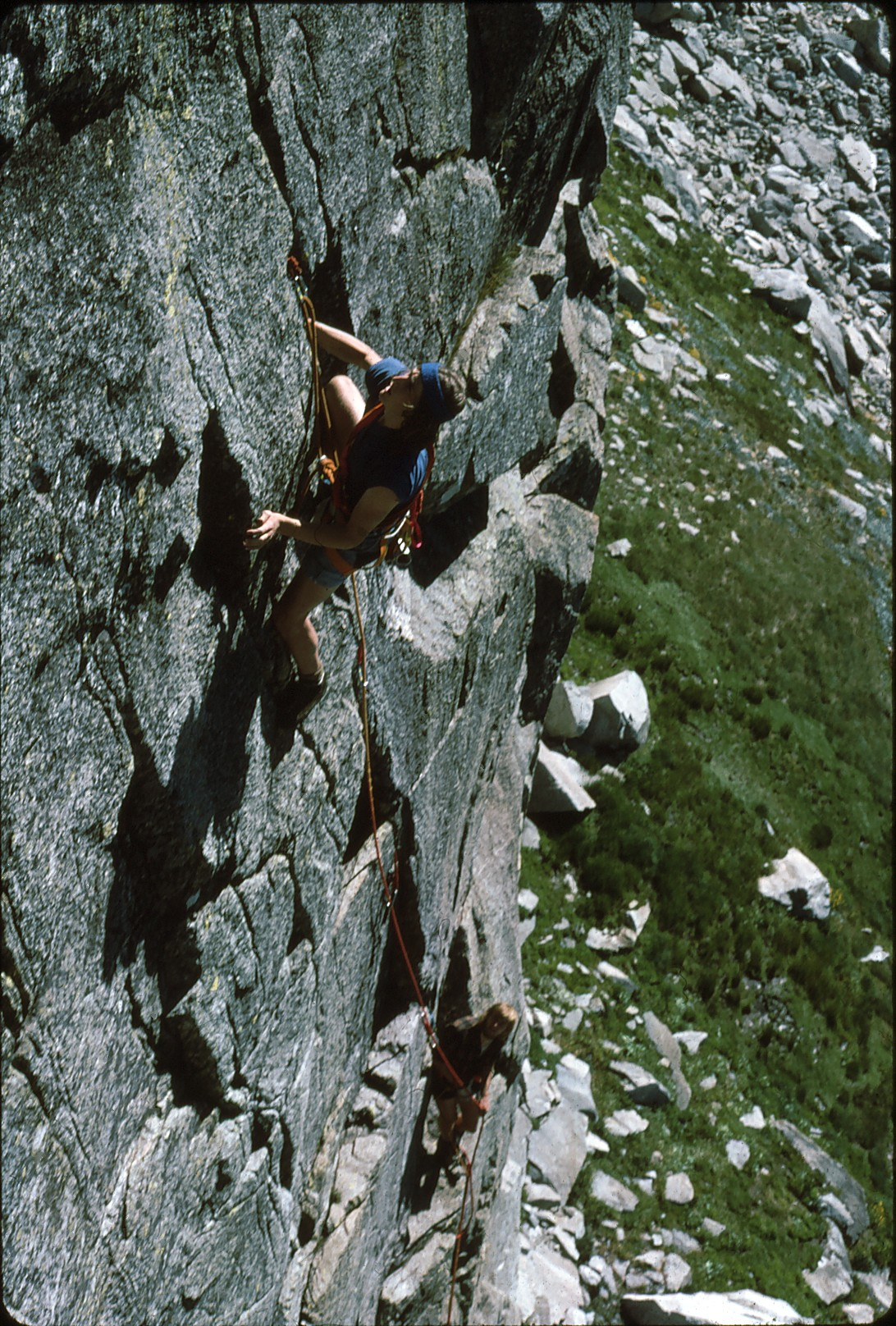
Peter Mills y John Eiseman escalan Mindbender en el lago Azul en 1976.

El lago Azul tiene una superficie de 16 hectáreas  y una profundidad máxima de 28 metros. Tiene forma de riñón y su superficie es totalmente abierta, con rocas que llegan hasta la orilla en el este y el noreste; el resto de las orillas son de guijarros. Se encuentra a unos 28 kilómetros al oeste de Jindabyne y a 3,5 kilómetros al norte de Charlotte Pass, a una altitud de 1 890 metros sobre el nivel medio del mar, en un paisaje glaciar.
El lago se formó cuando los glaciares que fluían desde la Gran Cordillera Divisoria confluyeron y excavaron una cuenca en el lecho de granito. Recibe agua del arroyo Blue Lake Creek, que nace en el monte Twynam, y del deshielo. La superficie del lago permanece congelada durante unos cuatro meses al año y se desborda en primavera con el deshielo, mientras que durante el resto del año el nivel del agua se mantiene estable.

## Flora y fauna
El lago está rodeado de praderas alpinas, brezales, pantanos y turberas que albergan una gran variedad de flora y fauna autóctonas, entre las que se incluyen especies raras, vulnerables y en peligro de extinción, así como varios tipos de invertebrados exclusivos de la zona alpina. Entre las plantas raras o amenazadas que se encuentran en el sitio Ramsar figuran la alcaravea ramificada, la Oshatzia cuneata y la Abrotanella nivigena, así como la comunidad ecológica en peligro de extinción de las turberas y pantanos montanos. Entre los animales amenazados que se encuentran allí figuran la zarigüeya pigmea de montaña, la rata de dientes anchos y el pez Kosciuszko galaxias, en peligro crítico de extinción.

## Acceso y uso
Se puede llegar al lago Azul tras caminar dos horas desde Charlotte Pass. Entre las actividades humanas que se realizan en la zona se encuentran la educación medioambiental, el senderismo, el esquí y la escalada en hielo. Dado que los cinco lagos glaciares de la zona alpina de Kosciuszko son naturalmente pobres en nutrientes, con el fin de mantener el equilibrio nutricional y evitar la contaminación, no se permite acampar en las cuencas hidrográficas de los lagos glaciares.